# Zeilen op de Olympische Zomerspelen 2016 – 49er mannen
De zeilwedstrijd met de 49er mannen op de Olympische Zomerspelen 2016 vond plaats van 12 augustus tot en met 18 augustus. Regerend olympisch kampioenen waren Nathan Outteridge en Iain Jensen uit Australië  die in Rio de Janeiro hun titel verdedigde. De competitie werd verdeeld in dertien ronden. Punten werden gegeven na elke race; de winnaar scoorde 1 punt, de tweede plaats scoorde 2 punten, enz. Als een zeiler gediskwalificeerd werd of niet had gefinisht, dan werd er 1 plus het aantal deelnemers aan punten gegeven, in deze wedstrijd was dat 21 punten. Het slechtste resultaat van de eerste 12 races werd weggestreept. De dertiende ronde, ook wel de medalrace genoemd, werd gehouden voor de top 10 van de eerste 12 races. In deze ronde werden de punten verdubbeld.

## Planning
Alle tijden zijn Midden-Europese Zomertijd (UTC+2)
| Datum            | Tijd                         | Race              |
| ---------------- | ---------------------------- | ----------------- |
| 12 augustus 2016 | 18:05 en 19:05               | Race 1 en 2       |
| 13 augustus 2016 | 18:05, 19:05, 20:05 en 21:05 | Race 3, 4, 5 en 6 |
| 15 augustus 2016 | 18:05, 19:05 en 20:05        | Race 7, 8 en 9    |
| 16 augustus 2016 | 18:05, 19:05 en 20:05        | Race 10, 11 en 12 |
| 18 augustus 2016 | 19:35                        | Medalrace         |

## Resultaten
| Rang   | Land | Zeilers                                    | Race | Race | Race   | Race | Race   | Race    | Race   | Race | Race   | Race | Race | Race | Race | Punten | Punten |
| Rang   | Land | Zeilers                                    | 1    | 2    | 3      | 4    | 5      | 6       | 7      | 8    | 9      | 10   | 11   | 12   | M    | Tot    | Net    |
| ------ | ---- | ------------------------------------------ | ---- | ---- | ------ | ---- | ------ | ------- | ------ | ---- | ------ | ---- | ---- | ---- | ---- | ------ | ------ |
| Goud   | NZL  | Peter Burling Blair Tuke                   | 1    | 1    | 5      | 2    | 7      | 6       | 2      | 3    | 1      | 3    | 5    | 4    | 2    | 41     | 35     |
| Zilver | AUS  | Nathan Outteridge Iain Jensen              | 13   | 8    | 2      | 5    | 10     | 12      | 4      | 5    | 8      | 2    | 7    | 7    | 8    | 90     | 78     |
| Brons  | GER  | Erik Heil Thomas Ploessel                  | 6    | 3    | 1      | 3    | 4      | 13      | 14     | 4    | 5      | 10   | 4    | 18   | 16   | 97     | 83     |
| 4      | DEN  | Jonas Warrer Christian Peter Lubeck        | 8    | 9    | 21 DSQ | 15   | 1      | 5       | 6      | 13   | 14     | 18   | 1    | 2    | 6    | 116    | 98     |
| 5      | FRA  | Julien D'Ortoli Noe Delpech                | 20   | 12   | 16     | 12   | 2      | 9       | 1      | 1    | 3      | 17   | 9    | 14   | 4    | 117    | 100    |
| 6      | GBR  | Dylan Fletcher-Scott Alain Sign            | 15   | 10   | 7      | 20   | 14     | 4       | 5      | 6    | 9      | 1    | 6    | 3    | 20   | 115    | 100    |
| 7      | ARG  | Yago Lange Klaus Lange                     | 11   | 7    | 6      | 16   | 12     | 16      | 21 DSQ | 2    | 2      | 11   | 3    | 11   | 14   | 127    | 111    |
| 8      | POL  | Lukasz Przybytek Pawel Kolodzinski         | 2    | 13   | 9      | 9    | 5      | 9,3 RDG | 18     | 11   | 7      | 16   | 18   | 9    | 10   | 136,3  | 118,3  |
| 9      | ESP  | Diego Botin le Chever Iago Lopez Marra     | 16   | 5    | 3      | 13   | 6      | 10      | 13     | 15   | 18     | 12   | 2    | 13   | 12   | 136    | 120    |
| 10     | IRL  | Ryan Seaton Matthew Mcgovern               | 14   | 2    | 4      | 1    | 13     | 17      | 12     | 7    | 13     | 19   | 20   | 1    | 18   | 140    | 121    |
| 11     | BRA  | Marco Grael Gabriel Borges                 | 10   | 11   | 8      | 7    | 19     | 7       | 10     | 17   | 10     | 8    | 15   | 6    | -    | 126    | 109    |
| 12     | AUT  | Nico Delle-Karth Nikolaus Resch            | 17   | 6    | 10     | 18   | 3      | 14      | 3      | 14   | 21 DNF | 4    | 11   | 16   | -    | 134    | 116    |
| 13     | SUI  | Sebastien Schneiter Lucien Cujean          | 5    | 16   | 12     | 4    | 17     | 15      | 15     | 10   | 16     | 5    | 17   | 5    | -    | 137    | 120    |
| 14     | ITA  | Ruggero Tita Pietro Zucchetti              | 7    | 20   | 19     | 11   | 15     | 8       | 9      | 9    | 6      | 7    | 10   | 19   | -    | 139    | 120    |
| 15     | CRO  | Pavle Kostov Petar Cupac                   | 9    | 17   | 11     | 10   | 11     | 1       | 17     | 18   | 15     | 13   | 8    | 10   | -    | 139    | 122    |
| 16     | POR  | Jorge Lima José Costa                      | 4    | 4    | 18     | 6    | 16     | 21 DSQ  | 11     | 19   | 4      | 9    | 19   | 12   | -    | 141    | 122    |
| 17     | BEL  | Yannick Lefebvre Tom Pelsmaekers           | 19   | 14   | 13     | 17   | 9      | 3       | 8      | 8    | 12     | 20   | 14   | 8    | -    | 144    | 125    |
| 18     | JPN  | Yukio Makino Kenji Takahashi               | 3    | 15   | 17     | 8    | 8      | 2       | 19     | 12   | 17     | 15   | 16   | 20   | -    | 151    | 132    |
| 19     | USA  | Thomas Barrows Joe Morris                  | 18   | 19   | 14     | 14   | 21 DSQ | 11      | 16     | 16   | 11     | 6    | 13   | 17   | -    | 174    | 155    |
| 20     | CHI  | Benjamin Grez Ahrens Cristobal Grez Ahrens | 12   | 18   | 15     | 19   | 18     | 21 DSQ  | 7      | 20   | 21 DNF | 14   | 12   | 15   | -    | 191    | 171    |

Afkortingen:
- OCS – Start aan verkeerde kant van de startlijn
- DSQ, BFD, DGM, DNE – Gediskwalificeerd
- DNF – Niet gefinisht
- DNS – Niet gestart
- DPI – Straf opgelopen
- RDG - Schadeloosstelling
- UFD - "U"vlag diskwalificatie